# Saut en hauteur masculin aux championnats du monde d'athlétisme en salle 2016
Pour un article plus général, voir Championnats du monde d'athlétisme en salle 2016.
Navigation
2014 2018
Le concours de saut en hauteur masculin des championnats du monde d'athlétisme en salle de 2016 se déroule le 19 mars de cette année-là à Portland (Oregon, États-Unis).

## Faits marquants
Pour la première fois depuis les mondiaux en salle de 2001, cette épreuve du saut en hauteur se joue par finale directe. 
Le Russe Ivan Ukhov, vice-champion du monde en salle en titre, ne défend pas sa médaille en raison de la suspension de la Russie de toute compétition internationale.
Parmi les qualifiés pour ce championnat, on retrouve notamment l'Italien Gianmarco Tamberi, meilleur performeur mondial de la saison (à 2,38 m) et invaincu lors de toutes ses sorties de l'hiver, le Qatari Mutaz Essa Barshim, champion du monde en salle en titre, l'Italien Marco Fassinotti (2,35 m cette saison, ancien record italien) et les Britanniques Chris Baker et Robert Grabarz (respectivement à 2,36 et 2,33 m cette saison).
Après que 8 compétiteurs ont franchi 2,29 m, seuls trois passent 2,33 m : le Britannique Robert Grabarz au 1er essai, l'Américain Erik Kynard au 2e, et l'Italien Gianmarco Tamberi au 3e. Mutaz Essa Barshim, après deux échecs, garde un dernier saut à 2,36 m et échoue, tandis que Tamberi passe au 1er essai et remporte la victoire, ses deux derniers adversaires échouant à cette hauteur. 

### Meilleures performances mondiales en 2016
Avant ces Championnats de 2016, elles sont les suivantes :
|   | Athlète              | Pays        | Marque | Lieu            | Date            |
| - | -------------------- | ----------- | ------ | --------------- | --------------- |
| 1 | Gianmarco Tamberi    | Italie      | 2,38 m | Hustopeče       | 13 février 2016 |
| 2 | Mutaz Essa Barshim   | Qatar       | 2,36 m | Malmö           | 13 février 2016 |
| 2 | Chris Baker          | Royaume-Uni | 2,36 m | Hustopeče       | 13 février 2016 |
| 4 | Marco Fassinotti     | Italie      | 2,35 m | Banská Bystrica | 4 février 2016  |
| 5 | Donald Thomas        | Bahamas     | 2,33 m | Banská Bystrica | 4 février 2016  |
| 5 | Robert Grabarz       | Royaume-Uni | 2,33 m | Banská Bystrica | 4 février 2016  |
| 5 | Konstadínos Baniótis | Grèce       | 2,33 m | Le Pirée        | 13 février 2016 |
| 8 | Kyriákos Ioánnou     | Chypre      | 2,32 m | Hustopeče       | 13 février 2016 |
| 9 | Eike Onnen           | Allemagne   | 2,31 m | Hanovre         | 22 janvier 2016 |
| 9 | Jamal Wilson         | Bahamas     | 2,31 m | Linz            | 12 février 2016 |

## Médaillés
| Or                | Argent         | Bronze      |
| Gianmarco Tamberi | Robert Grabarz | Erik Kynard |

## Résultats

### Finale
| Rang               | Nom                  | Nationalité | 2,20 | 2,25 | 2,29 | 2,33 | 2,36 | 2,38 | 2,40 | Résultat | Notes |
| ------------------ | -------------------- | ----------- | ---- | ---- | ---- | ---- | ---- | ---- | ---- | -------- | ----- |
| Médaille d'or      | Gianmarco Tamberi    | Italie      | xo   | o    | xxo  | xxo  | o    | —    | xxx  | 2,36 m   |       |
| Médaille d'argent  | Robert Grabarz       | Royaume-Uni | xo   | o    | xo   | o    | xxx  |      |      | 2,33 m   | =SB   |
| Médaille de bronze | Erik Kynard          | États-Unis  | o    | o    | o    | xo   | xxx  |      |      | 2,33 m   | SB    |
| 4                  | Mutaz Essa Barshim   | Qatar       | o    | o    | o    | xx-  | x    |      |      | 2,29 m   |       |
| 5                  | Konstadínos Baniótis | Grèce       | o    | o    | xo   | xxx  |      |      |      | 2,29 m   |       |
| 6                  | Zhang Guowei         | Chine       | o    | xo   | xo   | xxx  |      |      |      | 2,29 m   |       |
| 7                  | Andriy Protsenko     | Ukraine     | o    | xxo  | xo   | xxx  |      |      |      | 2,29 m   |       |
| 8                  | Chris Baker          | Royaume-Uni | xo   | o    | xxo  | xxx  |      |      |      | 2,29 m   |       |
| 9                  | Marco Fassinotti     | Italie      | xo   | xo   | xxx  |      |      |      |      | 2,25 m   |       |
| 10                 | Donald Thomas        | Bahamas     | o    | xxo  | xxx  |      |      |      |      | 2,25 m   |       |
| 11                 | Jamal Wilson         | Bahamas     | o    | xxx  |      |      |      |      |      | 2,20 m   |       |
| 12                 | Ricky Robertson      | États-Unis  | xxo  | xxx  |      |      |      |      |      | 2,20 m   | =SB   |

### Légende
- m : mètres

Records et Performances
- AR : Record continental (area record)
- CR : Record des championnats (championship record)
- MR : Record du meeting (meet record)
- NR : Record national (national record)
- OR : Record olympique (olympic record)
- PR : Record paralympique (paralympic record)
- PB : Record personnel (personal best)
- SB : Meilleure performance personnelle de la saison (season's best)
- WL : Meilleure performance mondiale de l'année (world leader)
- WJR : Record du monde junior (world junior record)
- WR : Record du monde (world record)

Circonstances et Conditions
- DNF : N'a pas terminé (did not finish)
- DNS : N'a pas pris le départ (did not start)
- DQ : Disqualification (disqualification)
- NM : Aucun essai valable enregistré (No Mark)
- Q : Qualifié « directement » au prochain tour (ou à la prochaine compétition), lors d'une compétition majeure, grâce au classement ou à la réalisation des minima (automatic qualifier)
- q : Qualifié au prochain tour (ou à la prochaine compétition), lors d'une compétition majeure, grâce au repêchage ou à la réalisation de l'une des meilleures performances parmi celles des « non qualifiés directement » (grâce au meilleur temps ou à la meilleure distance par exemple) (secondary qualifier)